# کوکوی هندی
کوکوی هندی یا کوکوی بال‌کوتاه (نام علمی: Cuculus micropterus) یکی از اعضای راستهٔ کوکوسانان (Cuculiformes) است که در شبه‌قاره هند و آسیای جنوب شرقی یافت می‌شود. از هند، بنگلادش، بوتان، نپال و سریلانکا در شرق تا اندونزی و از شمال تا چین و روسیه را شامل می‌شود. این پرنده گوشه‌گیر است که در جنگل‌ها و جنگل‌های باز تا ۳٬۶۰۰ متر (۱۱٬۸۰۰ فوت) یافت می‌شود.